# John H de Bye
John Herman de Bye (Paramaribo, 4 de septiembre de 1942) es un médico y escritor de Surinam.
John de Bye concurrió a la escuela en Paramaribo, posteriormente estudió medicina en la Universidad de Utrecht, dando su examen profesional como médico en Róterdam, especializándose en cirugía. Regresó a Surinam en 1974 desempeñándose como cirujano en Nieuw-Nickerie y posteriormente en el Hospital Lands de Paramaribo.
De Bye comenzó a recopilar datos sobre la genealogía de los judíos surinameses, algunos de los cuales se remontan a los siglos XIII y XIV en Europa. Alguna de esta información la publicó en "Bocetos Históricos de la Judería de Surinam" (2002). 
En 1999, de Bye publicó su primera novela histórica, "Ter Dood Veroordeeld" ("Condenados a muerte") sobre la base de la historia verídica de dos sobrinos, José del Castlho y Jacob da Costa, que crecen en una familia judía de hacendados en Surinam en el siglo XVIII. Matan a dos soldados británicos y son condenados a muerte. La novela muestra muchas de las costumbres de la comunidad judía de esa época. 
Aplica el mismo método en su segunda novela histórica, "Geloof, hoop en liefde" ("La fe, la esperanza y el amor") donde es descripto el éxodo que en el siglo XVII realizan los judíos de Europa hacia Ámsterdam, Brasil, Surinam.

## Obras de John H de Bye
- De geschiedenis van 's Lands Hospitaal. Paramaribo 1994.
- Ter dood veroordeeld: Liefde en dood in de Surinaams-joodse geschiedenis. Paramaribo: Ralicon, 1999. Nederlandse uitgave: Schoorl: Conserve, 2001.
- Historische schetsen uit het Surinaamse jodendom. Schoorl: Conserve, 2002.
- Geloof, hoop en liefde: Vestiging van de joden in de Surinaamse jungle. Schoorl: Conserve, 2002.